# 灰藓虎耳草
灰藓虎耳草是虎耳草科虎耳草属多年生草本植物，因形似灰藓而得名，原产不列颠群岛、法罗群岛、冰岛、挪威、法国、比利时。